# Bagt kartoffel
Bagt kartoffel, er er en ikke skrællet kartoffel, som uden tilsætning af væske bages i ovnen. De kan spises som tilbehør eller kan spises med smør, urtekvark, Cremefraiche, tzatziki, ost eller lignende. Melede sorter er mest velegnet til bagte kartofler. Kartofler kan bages i en konventionel gas eller elektrisk ovn, konvektionsovn, mikrobølgeovn, på en grill eller over åben ild. Nogle restauranter bruger specielle ovne designet specielt til at tilberede et stort antal kartofler og holder dem derefter varme og klar til servering.

## Tilberedning
- Køb store eller mellemstore kartofler efter smag. Forvarm ovnen til 200 eller til 220 grader, hvis der skal fyldes en hel plade med kartofler.
- Vask og tør kartoflerne. Det er især vigtigt, at de er tørre, så de kan få en sprød overflade.
- Undgå folie, kartoflerne skal ikke pakkes ind i alufolie, så bliver de nemlig kogt i stedet for bagt og får ikke den sprøde, bagte smag, men det kan anvendes for at holde kartoflerne varme efter tilberedning
- Gnid lidt olie ind i skrællen, som sikrer en sprød og skræl til det bløde indre.
- Skær et kryds halvt ned i hver kartoffel, gnid smør og salt ned i krydset. Kartoflerne er færdige, når de åbner sig i krydset.
- Lad kartoflerne bage i salt. Fordel også en lille smule salt på skrællen. Saltet giver smag og gør kartoflerne møre og sprøde.
- Bag kartoflerne midt i ovnen. De skal have mellem 1 og 1 ½ time i ovnen alt efter størrelse.
- Læg en klat smør eller cremefraiche i den bagte kartoffel, og server med friske krydderurter.

## Ekstern henvisning og kilde
- swww.samvirke.dk